# 山梨県立笛吹高等学校
山梨県立笛吹高等学校（やまなしけんりつ ふえふきこうとうがっこう）は、山梨県笛吹市にある公立の高等学校である。総合学科を設置している。
2010年4月、山梨県立石和高等学校と山梨県立山梨園芸高等学校の統合により誕生した。旧石和高等学校の敷地にあり、統廃合の最中は1校舎を石和/園芸/笛吹高校の生徒が共有していた。
文化祭は「笛吹祭」という。

## 設置学科
- 普通科
- 食品化学科
- 果樹園芸科
- 総合学科
  - 環境・緑地系列
  - 情報・観光系列
  - 国際文化系列
  - 人間科学系列
    - スポーツ科学コース
    - 生活福祉コース

## 校歌
同校の校歌はロックバンド、レミオロメン（メンバー全員が同校の前身である石和高等学校出身）のボーカル兼ギター藤巻亮太によって作詞作曲された。
これは統合年度である2010年度、同校への入学が決まっていた笛吹市内の中学生2名が、校歌制作をレミオロメンに要望する内容の手紙を山梨県教育委員会に託し、関係者を通じてレミオロメンの所属事務所に届けられたことによる。
開校2年目の2011年度より新校歌が制定されたが、それに先立つ同年3月8日、一期生及び関係者に初めて歌詞と曲が発表され、同校において合唱が行われた。通常の校歌は1番から最後の番まで曲調が変わらないのが一般的であるのに対し、同校歌は最後の3番だけフレーズが一つ多く曲調も変化するのが特徴であると、歌唱指導に当たった同校の音楽担当教諭により明らかにされた。

## 出身者
- レミオロメン ※石和高校出身
  - 藤巻亮太（ボーカル、ギター）
  - 前田啓介（ベース、コーラス）※中退
  - 神宮司治（ドラム、コーラス）
- 前田タクヤ（音楽家　風カヲル時）※石和高校出身
- 栗田宏一（アーチスト）※石和高校出身
- 前田直樹　（元陸上選手、元東京農業大学駅伝部監督）　※山梨園芸高校出身
- 鈴木政一（サッカー指導者）※石和高校出身
- 藤巻清志（元競輪選手）※石和高校出身
- 宮川博人（空手家、世界新実戦空手道機構宮川道場館長、クマ撃退）※石和高校出身
- 荻野賢司　（東京農工大学教授、有機化学）※石和高校出身
- 上野正紀　（虎ノ門病院医師　映画「エンディングノート」担当医）※石和高校出身
- 網倉久永（上智大学教授、経営戦略）※石和高校出身
- 久保川達也（東京大学教授、ベイズ統計）※石和高校出身
- 山下政樹（笛吹市市長）※石和高校出身
- 八代英太（帝京平成大学教授、元参議院議員、元衆議院議員、元郵政大臣）※石和高校出身
- 旧・園芸高校出身
- 前島茂松（県議会議員（八代英太の実兄））※山梨園芸高校出身
  - 福嶋孝顕（津軽三味線奏者）

## 交通
- JR石和温泉駅から徒歩25分
- JR石和温泉駅から山梨交通バス99系統県立博物館行き、富士急バス鴬宿行き、栄和交通バス笛吹市役所経由石和温泉駅・山梨厚生病院行きに乗車、笛吹高校前バス停下車
- JR春日居町駅から栄和交通バス笛吹市役所経由石和温泉駅・山梨厚生病院行きに乗車、笛吹高校前バス停下車
- JR甲府駅、酒折駅入口から山梨交通バス90系統御所循環行き、99系統バス県立博物館行き、富士急バス下黒駒行き、富士山駅行きに乗車、笛吹高校前バス停下車
- 富士山駅、河口湖駅から富士急バス甲府駅、甲府駅北口行きに乗車、笛吹高校前バス停下車
  - バス停は系統によって異なる。90系統は土手沿いに、99系統と富士急は消防署前の通りに、栄和交通は校門前に停車する。
  - 栄和交通は朝と夕方の2便しか停車しない。
  - 甲府駅発の富士急バスの場合、南口発と北口発があるので注意が必要。